# Pelleautier
Pelleautier est une commune française située dans le département des Hautes-Alpes en région Provence-Alpes-Côte d'Azur.
Ses habitants sont appelés les Pelleautiards.

## Géographie

### Localisation
Pelleautier se situe dans le Grand Sud-Est français, dans le quart sud-ouest du département des Hautes-Alpes et au nord de la région Provence-Alpes-Côte d'Azur sur l'axe entre Gap et Marseille.
À vol d'oiseau, la ville est distante de 557,63 km de Paris, de 166,44 km de Lyon et de 77,51 km de Grenoble.
À l'échelle régionale, Pelleautier est située à 7,21 km au sud-ouest de Gap, à 65,56 km au sud-ouest de Briançon, à 134,90 km au nord-ouest de Nice et à 145,20 km au nord-est de Marseille
Six communes sont limitrophes de Pelleautier :
| Manteyer          | La Freissinouse | Gap    |
| Châteauneuf-d'Oze | Pelleautier     |        |
| Sigoyer           |                 | Neffes |

### Géologie et relief, hydrographie
La superficie de la commune est de 12,8 km2 ; son altitude varie entre 737  et   2 016 mètres ; la mairie de la commune est située à 980 mètres d'altitude.
Des schistes argileux du Jurassique supérieur (Malm) constituent la base des terrains affleurants de Pelleautier ; cette strate semble mesurer au moins 1 000 m d'épaisseur. Les schistes sont recouverts, par larges places, d'alluvions d'origine glaciaire (moraines) déposées dans le « sillon de Gap », orienté du nord-nord-est au sud-sud-ouest et creusé par le glacier de la Durance lors de la glaciation de Würm. À l'ouest du territoire, sur les flancs de la montagne de Céüse, des éboulis quaternaires viennent recouvrir l'ensemble.

### Climat
Pour des articles plus généraux, voir Climat de Provence-Alpes-Côte d'Azur et Climat des Hautes-Alpes.
En 2010, le climat de la commune est de type climat méditerranéen altéré, selon une étude du Centre national de la recherche scientifique s'appuyant sur une série de données couvrant la période 1971-2000. En 2020, Météo-France publie une typologie des climats de la France métropolitaine dans laquelle la commune est exposée à un climat de montagne ou de marges de montagne et est dans la région climatique Alpes du sud, caractérisée par une pluviométrie annuelle de 850 à 1 000 mm, minimale en été.
Pour la période 1971-2000, la température annuelle moyenne est de 9,5 °C, avec une amplitude thermique annuelle de 17,6 °C. Le cumul annuel moyen de précipitations est de 965 mm, avec 7,9 jours de précipitations en janvier et 5,8 jours en juillet. Pour la période 1991-2020, la température moyenne annuelle observée sur la station météorologique de Météo-France la plus proche, « Gap », sur la commune de Gap à 7 km à vol d'oiseau, est de 11,5 °C et le cumul annuel moyen de précipitations est de 863,3 mm. 
La température maximale relevée sur cette station est de 38,2 °C, atteinte le 23 août 2023 ; la température minimale est de −15,3 °C, atteinte le 5 février 2012,,.
Les paramètres climatiques de la commune ont été estimés pour le milieu du siècle (2041-2070) selon différents scénarios d'émission de gaz à effet de serre à partir des nouvelles projections climatiques de référence DRIAS-2020. Ils sont consultables sur un site dédié publié par Météo-France en novembre 2022.

## Urbanisme

### Typologie
Au 1er janvier 2024, Pelleautier est catégorisée commune rurale à habitat dispersé, selon la nouvelle grille communale de densité à 7 niveaux définie par l'Insee en 2022.
Elle est située hors unité urbaine. Par ailleurs la commune fait partie de l'aire d'attraction de Gap, dont elle est une commune de la couronne,. Cette aire, qui regroupe 73 communes, est catégorisée dans les aires de 50 000 à moins de 200 000 habitants,.

### Occupation des sols
L'occupation des sols de la commune, telle qu'elle ressort de la base de données européenne d’occupation biophysique des sols Corine Land Cover (CLC), est marquée par l'importance des territoires agricoles (73,9 % en 2018), en diminution par rapport à 1990 (76,6 %). La répartition détaillée en 2018 est la suivante :
terres arables (35 %), zones agricoles hétérogènes (27,2 %), forêts (21,9 %), prairies (8,9 %), zones urbanisées (2,7 %), cultures permanentes (2,7 %), eaux continentales (1,5 %).
L'évolution de l’occupation des sols de la commune et de ses infrastructures peut être observée sur les différentes représentations cartographiques du territoire : la carte de Cassini (XVIIIe siècle), la carte d'état-major (1820-1866) et les cartes ou photos aériennes de l'IGN pour la période actuelle (1950 à aujourd'hui).

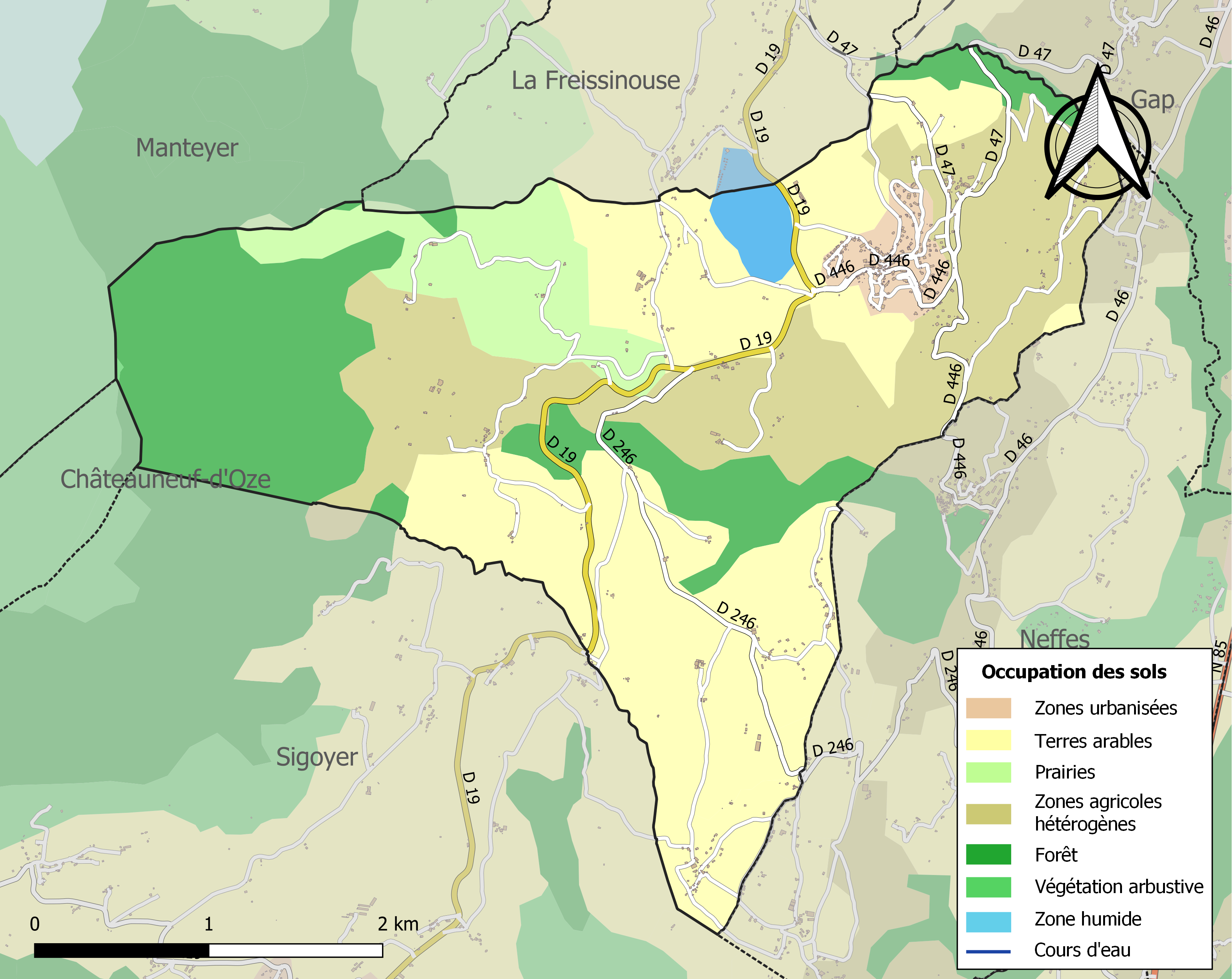
Carte de l'occupation des sols de la commune en 2018 (CLC).

### Voies de communication et transports
Le territoire communal est traversé par les routes départementales 19 (liaison de La Freissinouse à Sigoyer), 47 (depuis Gap ou La Freissinouse), 246 (vers Neffes), 319 (desserte du hameau des Revioures) et 446 (vers Neffes).
La commune de Pelleautier est desservie par les lignes de bus 30, 111, 112 et 139 de l'agglomération de Gap,

### Logement
En 2017, le nombre total de logements dans la commune était de 344, alors qu'il était de 195 en 1999.
Parmi ces logements, 89,8 % étaient des résidences principales, 8,0 % des résidences secondaires et 2,2 % des logements vacants. Ces logements étaient pour 85,8 % d'entre eux des maisons individuelles et pour 14,2 % des appartements.
La proportion des résidences principales, propriétés de leurs occupants était de 72,8 %, en diminution par rapport à 2007 (80,0 %).

### Projets d'aménagement
Fin 2020, le maire a annoncé le démarrage de travaux importants au sein de l'école communale.

### Risques naturels et technologiques
La commune de Pelleautier est située dans une zone de sismicité modérée (niveau 3 sur 5), faisant l'objet d'un plan de prévention des risques.

## Toponymie
Pelleautier est une paroisse attestée sous l'appellation latine Ecclesia de Monte Lauterio dès 1080 ; de Podio Lauterio en 1168 ; sous la forme latine Castrum de Podio Lauterio en 1288, y signalant la présence d'un château.
Pelautier en occitan haut-alpin.
Podio signifie podium en latin, qui désigne un relief en hauteur, une éminence de taille variable. Cette éminence (1 128 m) est proche du village et s'appelant maintenant Lautier.

## Histoire

### Moyen Âge
Le 23 août 1215, Tiburge d'Orange, fille de Guillaume III et son neveu Raimbaut IV d'Orange, n'ayant aucun enfant, donnèrent aux Hospitaliers de l'ordre de Saint-Jean de Jérusalem les seigneuries de Tallard, Chateauvieux, Pelleautier, Neffes, La Saulce et Lardier.
Jusqu'au 1er août 1326, le fief de Pelleautier appartint aux Hospitaliers, qui l'échangèrent contre le comté d'Alife (royaume de Naples). Arnaud de Trian, vicomte de Tallard et jusque-là comte d'Alife, devient donc à partir de cette date, le seigneur du lieu.

## Politique et administration

### Découpage territorial

#### Rattachements administratifs
Le Code officiel géographique indique pour cette commune le code « 05100 ».
Pelleautier fait dont partie de l'arrondissement de Gap, du département des Hautes-Alpes et de la région Provence-Alpes-Côte d'Azur.

#### Rattachements électoraux
La commune de Pelleautier est rattachée au canton de Tallard dont le bureau centralisateur du canton est la commune de Tallard. La commune fait donc partie de la première circonscription des Hautes-Alpes à laquelle est rattaché le canton de Tallard.

#### Intercommunalité
La commune fait partie :
- de 1994 à 2014 de la communauté de communes de Tallard-Barcillonnette[29] ;
- de 2014 à 2017, de la communauté d'agglomération du Gapençais ;
- à partir du 1er janvier 2017, de la communauté d'agglomération Gap-Tallard-Durance[I 2] ;
- à partir d'octobre 2020
  - à l'aire d'attraction 2020 des villes de Gap,
  - à la zone d'emploi de Gap,
  - au bassin de vie de Gap.

### Élections municipales et communautaires

#### Élection municipale et communautaire de 2020
Aux élections municipales de 2020, tous les candidats — dont le maire sortant Christian Hubaud — sont élus dès le premier tour. Lors de la première réunion du conseil municipal, le samedi 23 mai 2020, Christian Hubaud est réélu maire.

#### Liste des maires
| Période                                  | Période                       | Identité          | Étiquette                    | Qualité             |
| ---------------------------------------- | ----------------------------- | ----------------- | ---------------------------- | ------------------- |
| Les données manquantes sont à compléter. |                               |                   |                              |                     |
| 1815                                     | 1867                          | Eugène Vallantin, |                              |                     |
| mars 2008                                | En cours (au 24 juillet 2020) | Christian Hubaud  | UMP puis LR[réf. nécessaire] | Exploitant agricole |

### Jumelages
La commune n'est pas jumelée.

## Équipements et services publics

### Enseignement
La commune dispose d'une école primaire publique, basée dans le centre bourg.

## Population et société

### Démographie
L'évolution du nombre d'habitants est connue à travers les recensements de la population effectués dans la commune depuis 1793. Pour les communes de moins de 10 000 habitants, une enquête de recensement portant sur toute la population est réalisée tous les cinq ans, les populations de référence des années intermédiaires étant quant à elles estimées par interpolation ou extrapolation. Pour la commune, le premier recensement exhaustif entrant dans le cadre du nouveau dispositif a été réalisé en 2008.

En 2022, la commune comptait 839 habitants, en évolution de +19,86 % par rapport à 2016 (Hautes-Alpes : +0,4 %, France hors Mayotte : +2,11 %).
| 1793 | 1800 | 1806 | 1821 | 1831 | 1836 | 1841 | 1846 | 1851 |
| ---- | ---- | ---- | ---- | ---- | ---- | ---- | ---- | ---- |
| 488  | 469  | 464  | 473  | 493  | 465  | 455  | 483  | 492  |

| 1856 | 1861 | 1866 | 1872 | 1876 | 1881 | 1886 | 1891 | 1896 |
| ---- | ---- | ---- | ---- | ---- | ---- | ---- | ---- | ---- |
| 477  | 476  | 463  | 401  | 405  | 430  | 432  | 408  | 402  |

| 1901 | 1906 | 1911 | 1921 | 1926 | 1931 | 1936 | 1946 | 1954 |
| ---- | ---- | ---- | ---- | ---- | ---- | ---- | ---- | ---- |
| 406  | 357  | 308  | 242  | 274  | 297  | 276  | 269  | 230  |

| 1962 | 1968 | 1975 | 1982 | 1990 | 1999 | 2006 | 2008 | 2013 |
| ---- | ---- | ---- | ---- | ---- | ---- | ---- | ---- | ---- |
| 212  | 206  | 230  | 321  | 378  | 391  | 520  | 557  | 662  |

| 2018 | 2022 | - | - | - | - | - | - | - |
| ---- | ---- | - | - | - | - | - | - | - |
| 731  | 839  | - | - | - | - | - | - | - |

### Manifestations culturelles et festivités
Pelleautier organise, chaque troisième dimanche de juillet, une fête communale.

### Cultes
Le territoire de la commune est situé dans le diocèse de Gap et d'Embrun au sein de la paroisse Saint-Arnoux du Gapençais du doyenné du Gapençais. Le culte catholique n'y est toutefois plus célébré.

## Économie

### Revenus de la population et fiscalité
En 2018, la commune comptait 300 ménages fiscaux, composés de 750 personnes, pour un revenu fiscal médian par ménage de 23 550 €.

### Emploi
En 2017, la population âgée de 15 à 64 ans s'élevait à 437 personnes, parmi lesquelles on comptait 81,9 % d'actifs dont 75,4 % ayant un emploi et 6,5 % de chômeurs.
On comptait 84 emplois dans la zone d'emploi, contre 75 en 2012. Le nombre d'actifs ayant un emploi résidant dans la zone d'emploi étant de 331, l'indicateur de concentration d'emploi est de 25,3 %, ce qui signifie que la zone d'emploi offre seulement un emploi pour quatre habitants actifs.

### Entreprises et commerces
Au 31 décembre 2018, Pelleautier comptait 64 établissements répartis selon le tableau ci-dessous.
Nombre d'établissements par secteur d'activité au 31 décembre 2018
| Ensemble                                                                                                  | 64 | 100  |  |  |  |  |  |  |  |
| Industrie manufacturière, industries extractives et autres                                                | 9  | 14,1 |  |  |  |  |  |  |  |
| Construction                                                                                              | 19 | 29,7 |  |  |  |  |  |  |  |
| Commerce de gros et de détail, transports, hébergement et restauration                                    | 8  | 12,5 |  |  |  |  |  |  |  |
| Information et communication                                                                              | 3  | 4,7  |  |  |  |  |  |  |  |
| Activités financières et d'assurance                                                                      | 1  | 1,6  |  |  |  |  |  |  |  |
| Activités immobilières                                                                                    | 3  | 4,7  |  |  |  |  |  |  |  |
| Activités spécialisées, scientifiques et techniques et activités de services administratifs et de soutien | 9  | 14,1 |  |  |  |  |  |  |  |
| Administration publique, enseignement, santé humaine et action sociale                                    | 5  | 7,8  |  |  |  |  |  |  |  |
| Autres activités de services                                                                              | 7  | 10,9 |  |  |  |  |  |  |  |
| |    |      |  |  |  |  |  |  |  |

En 2020, 13 établissements ont été créés à Pelleautier

## Culture locale et patrimoine

### Lieux et monuments

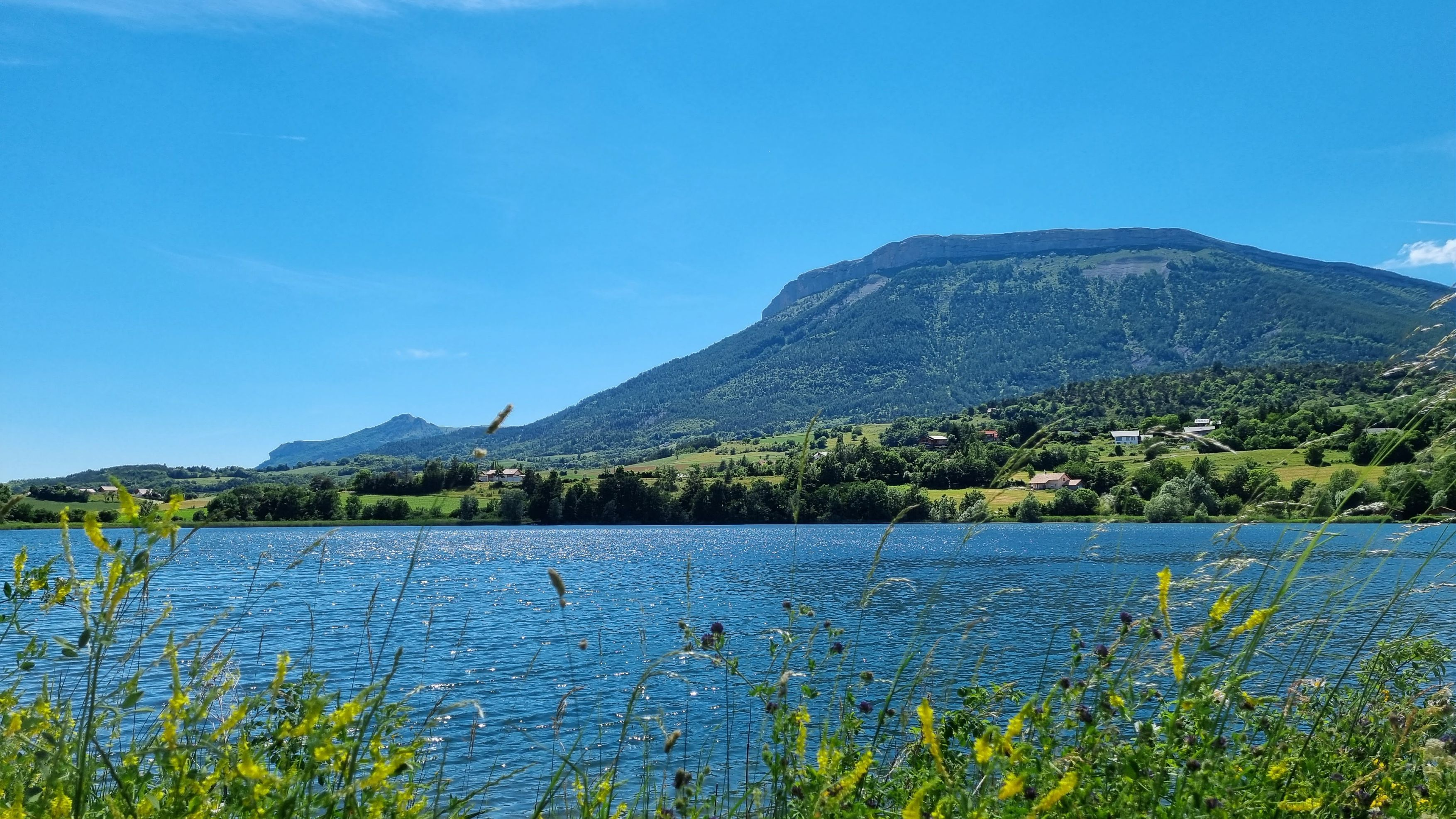
Le lac de Pelleautier.

- Église Saint-Julien de Pelleautier.

Le lac de Pelleautier a été créé sur un ancien marais par l'établissement d'un barrage au droit de la route départementale no 19, lors de l'extension du canal de Gap. Sa particularité résidait dans la motte qui tremble,,, motte tremblante,,,, ou motte flottante, un amas de tourbe et de terre dérivant à son gré sur le marais. Lorsque celle-ci s'asséchait, les paysans venaient la faucher et se répartissaient le foin ainsi récolté. Aujourd'hui, par mesure de sécurité, la motte a été amarrée. Elle demeure cependant un lieu privilégié pour de nombreuses espèces d'oiseaux.
Le lac de Pelleautier fait partie des 7 merveilles du Dauphiné en 1972.
Malgré son histoire longue, Pelleautier ne dispose d'aucune notice dans Mérimée, la base de données du patrimoine monumental et architectural français de la Préhistoire à nos jours.

### Héraldique
| Blason de Pelleautier | Blason  | D'azur au huchet contourné d'or, lié, virolé et enguiché d'argent, accompagné de trois étoiles d'or, deux en chef, une en pointe. |
| Blason de Pelleautier | Détails | Le statut officiel du blason reste à déterminer.                                                                                  |